# Jesper Strömblad
Jesper Strömblad (født 1972) er hovedguitarist for det svenske melodiske death metal-band In Flames. Han er desuden bassist i et andet band, der kalder sig Dimension Zero.
Han er det eneste medlem af In Flames, der har været med fra starten, og han har altid haft ansvaret for at skrive hovedmelodierne til In Flames. Han lader dog samtlige guitarsoli gå til hans medguitarist Björn Gelotte, fordi han ikke selv bryder sig om at spille guitarsoli.[kilde mangler]
Strømblad begyndte at lære musik i en alder af 5 år hvor han startede med violinen. Da Jesper fyldte 12
hørte han Iron Maiden for første gang og skiftede til at spille elguitar. Både hans far og farfar har været svenske folkemusikere.

## Guitarvalg
Jepser Strömblad bruger mest en LTD EX 400BD guitar og en Peavey 5150 forstærker.